# Locro
Locro (in greco antico: Λοκρός?, Lokrós) è un personaggio della mitologia greca.

## Genealogia
Figlio di Zeus e di Mera.

## Mitologia
Mera, che era una delle compagne vergini di Artemide, era stata amata da Zeus ed era rimasta incinta di Locro. Quando il bambino venne alla luce, Artemide si vendicò, trafiggendo irritata la fanciulla con una freccia.
Dopo la morte della madre, Locro si stabilì in Beozia, dove insieme ai gemelli Anfione e Zeto (anch'essi figli di Zeus e quindi suoi fratellastri), innalzò le mura della città di Tebe.

## Fonti
- Ferecide di Lero in Scolio su Omero, Odissea 11, 325
- Eustazio di Tessalonica, Commentarii ad Homeri Odysseam 11, 1688, 64